# Ceriantheomorphe brasiliensis
Ceriantheomorphe brasiliensis is een Cerianthariasoort uit de familie van de Cerianthidae. De wetenschappelijke naam van de soort is voor het eerst geldig gepubliceerd in 1931 door Carlgren.